# Ай (Мынбулакский сельский округ)
Ай (каз. Ай) — село в Аягозском районе Абайской области Казахстана. Административный центр Мынбулакского сельского округа. Код КАТО — 633471100.

## Население
В 1999 году население села составляло 1011 человек (509 мужчин и 502 женщины). По данным переписи 2009 года, в селе проживало 758 человек (389 мужчин и 369 женщин).